# Franjo Lodeta
Vlč. Franjo Lodeta (ml.) (Mirnovec kraj Samobora, 5. lipnja 1913. – Essen, 30. svibnja 1980.), hrvatski svećenik, novinar i kulturni djelatnik.
Bio je osnivačem i prvim župnikom hrvatske župe Sv. Marije, "prve hrvatske župe u Europi" u Essenu (od listopada 1956.).

Bio je uređivao Novi život i Marijin vjesnik, a njegovo ime se veziva i uz Oganj iz Essena.
Surađivao je i s hrvatskim slikarom Ivom Dulčićem.